# Località Spighe Verdi (2016)
Elenco delle 13 località italiane insignite del riconoscimento Spighe Verdi dalla FEE Italia per l'anno 2016.

## Distribuzione per regione
| Regione  | Spighe Verdi | Differenza 2015 |
| -------- | ------------ | --------------- |
| Campania | 3            | 3               |
| Toscana  | 3            | 3               |
| Liguria  | 1            | 1               |
| Marche   | 1            | 1               |
| Piemonte | 1            | 1               |
| Puglia   | 1            | 1               |
| Sicilia  | 1            | 1               |
| Veneto   | 1            | 1               |
| Umbria   | 1            | 1               |
| Totale   | 13           | 13              |

## Dettaglio località

### Campania
| N. | Provincia | Località  |
| -- | --------- | --------- |
| 1  | Salerno   | Positano  |
| 2  | Salerno   | Agropoli  |
| 3  | Salerno   | Pisciotta |

### Liguria
| N. | Provincia | Località |
| -- | --------- | -------- |
| 4  | Genova    | Lavagna  |

### Marche
| N. | Provincia | Località |
| -- | --------- | -------- |
| 5  | Macerata  | Matelica |

### Piemonte
| N. | Provincia   | Località           |
| -- | ----------- | ------------------ |
| 6  | Alessandria | Serralunga di Crea |

### Puglia
| N. | Provincia | Località |
| -- | --------- | -------- |
| 7  | Brindisi  | Ostuni   |

### Sicilia
| N. | Provincia | Località |
| -- | --------- | -------- |
| 8  | Ragusa    | Ragusa   |

### Toscana
| N. | Provincia | Località              |
| -- | --------- | --------------------- |
| 9  | Siena     | Castellina in Chianti |
| 10 | Livorno   | Castagneto Carducci   |
| 11 | Grosseto  | Massa Marittima       |

### Umbria
| N. | Provincia | Località   |
| -- | --------- | ---------- |
| 12 | Perugia   | Montefalco |

### Veneto

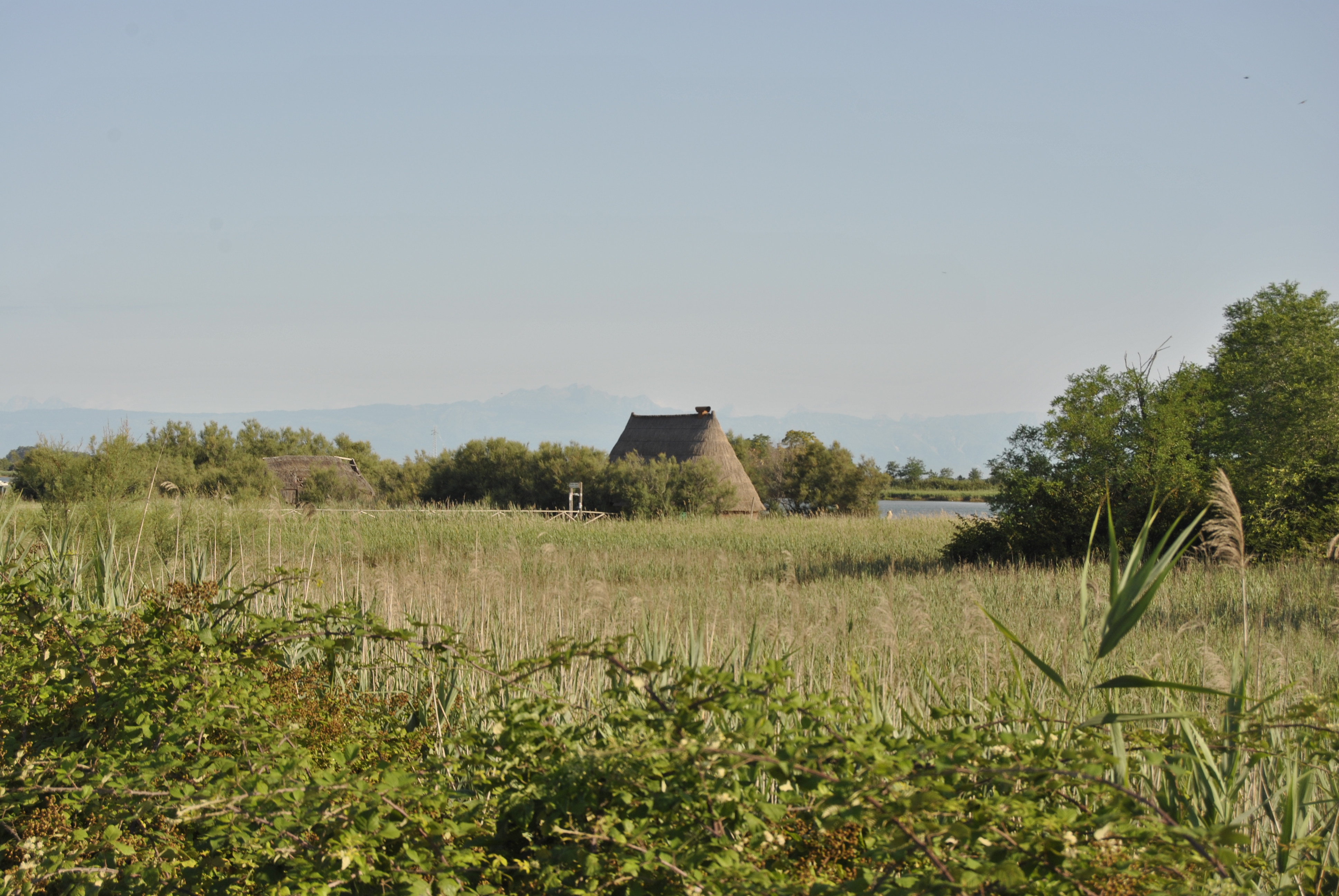
Casoni di Caorle

| N. | Provincia | Località |
| -- | --------- | -------- |
| 13 | Venezia   | Caorle   |